# دان اوبانون
دان اوبانون (انگلیسی: Daniel Thomas "Dan" O'Bannon; ۳۰ سپتامبر ۱۹۴۶ – ۱۷ دسامبر ۲۰۰۹) یک فیلم‌نامه‌نویس، بازیگر، و کارگردان سینما اهل ایالات متحده آمریکا بود.

## برگزیده آثار
از فیلم‌ها یا برنامه‌های تلویزیونی که وی در آن شرکت داشته است می‌توان به اشاره کرد.
- ۱۹۷۴ ستاره تاریک (فیلم ۱۹۷۴) – co-writer, جلوه‌های ویژه، ویراستار، production design, co-star
- ۱۹۷۷ جنگ ستارگان (فیلم) – جلوه‌های ویژه کامپیوتری
- ۱۹۷۹ بیگانه (فیلم ۱۹۷۹) – نویسنده
- ۱۹۸۱ هوی متال (فیلم) – نویسنده دو segments, Soft Landing و B-17
- ۱۹۸۳ رعد آبی – co-writer
- ۱۹۹۰ یادآوری کامل (فیلم ۱۹۹۰) – co-writer